# Aspalathus arenaria
Aspalathus arenaria là một loài thực vật có hoa trong họ Đậu. Loài này được R.Dahlgren miêu tả khoa học đầu tiên.